# Dolicharthria
Dolicharthria is een geslacht van vlinders uit de familie van de grasmotten (Crambidae), uit de onderfamilie van de Spilomelinae. De wetenschappelijke naam van dit geslacht is voor het eerst voorgesteld door James Francis Stephens in een publicatie uit 1834.

## Soorten
- Dolicharthria aetnaealis (Duponchel, 1833)
- Dolicharthria aquirrealis (Schaus, 1940)
- Dolicharthria bruguieralis (Duponchel, 1833)
- Dolicharthria cerialis (Stoll, 1782)
- Dolicharthria charonialis (Walker, 1859)
- Dolicharthria daralis (Chrétien, 1911)
- Dolicharthria desertalis (Hampson, 1907)
- Dolicharthria dissipatalis (Christoph, 1881)
- Dolicharthria grisealis (Hampson, 1899)
- Dolicharthria hieralis (Swinhoe, 1904)
- Dolicharthria intervacatalis (Christoph, 1877)
- Dolicharthria lubricalis (Dognin, 1905)
- Dolicharthria metasialis (Rebel, 1916)
- Dolicharthria modestalis (Saalmüller, 1880)
- Dolicharthria nigriscripta (Swinhoe, 1895)
- Dolicharthria paediusalis (Walker, 1859)
- Dolicharthria phaeospilalis (Hampson, 1907)
- Dolicharthria psologramma (Meyrick, 1937)
- Dolicharthria punctalis (Denis & Schiffermüller, 1775) — Sikkelvlekmot
- Dolicharthria retractalis (Hampson, 1912)
- Dolicharthria retractalis (Hampson, 1917)
- Dolicharthria signatalis (Zeller, 1852)
- Dolicharthria stigmosalis (Herrich-Schäffer, 1848)
- Dolicharthria tenebrosalis (Rothschild, 1915)
- Dolicharthria tenellalis (Snellen, 1895)
- Dolicharthria triflexalis (Gaede, 1916)